# Parc national des monts Šar
Le parc national de Šar Planina (en albanais : Parku Kombëtar Malet e Sharrit) est un parc national serbe, situé dans les districts de Uroševac et de Prizren, au sud-est de la province Serbe,  Kosovo. C'est l'un des deux parcs nationaux du pays, tous deux fondés le 13 décembre 2012. Il couvre 532,7 km² et est centré au nord des monts Šar, chaîne de montagnes s'étendant au nord-est de l'Albanie, au sud-est du Kosovo et au nord-ouest de la Macédoine du Nord. Le parc englobe divers paysages, y compris des lacs glaciaires, alpins (en) et périglaciaires. 

## Histoire
Le parc national a été initialement proclamé en 1986 sous la Yougoslavie, avec une superficie de 390 km2, et a ouvert en 1995. Le parc a été étendu en 2012 et réinauguré par le Kosovo nouvellement indépendant - à une surface totale de 534.69 km2.

## Climat
Le parc national des monts Šar a un climat alpin avec des influences continentales. La température mensuelle moyenne est comprise entre -1,3 °C en janvier et 20 °C en juillet. La moyenne annuelle des précipitations varie entre 600 et 1200 mm en fonction de l'altitude.

## Faune et flore
La flore du parc est représentée par 1558 espèces de plantes vasculaires. La faune comprend 32 espèces de mammifères, 200 espèces d'oiseaux, 13 espèces de reptiles, 10 espèces d'amphibiens, 7 espèces de poissons et 147 espèces de papillons.

## Galerie

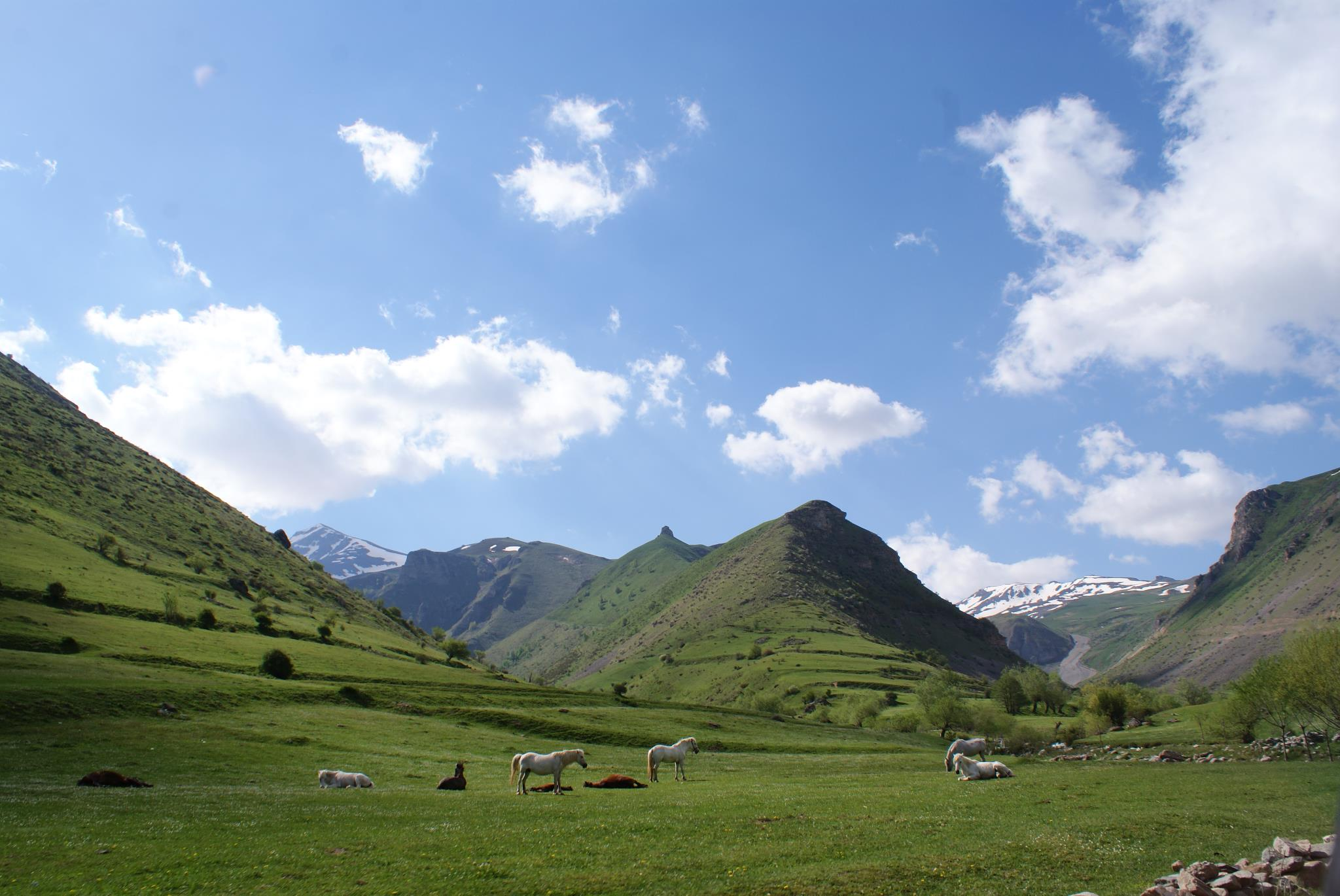
Monts Šar.
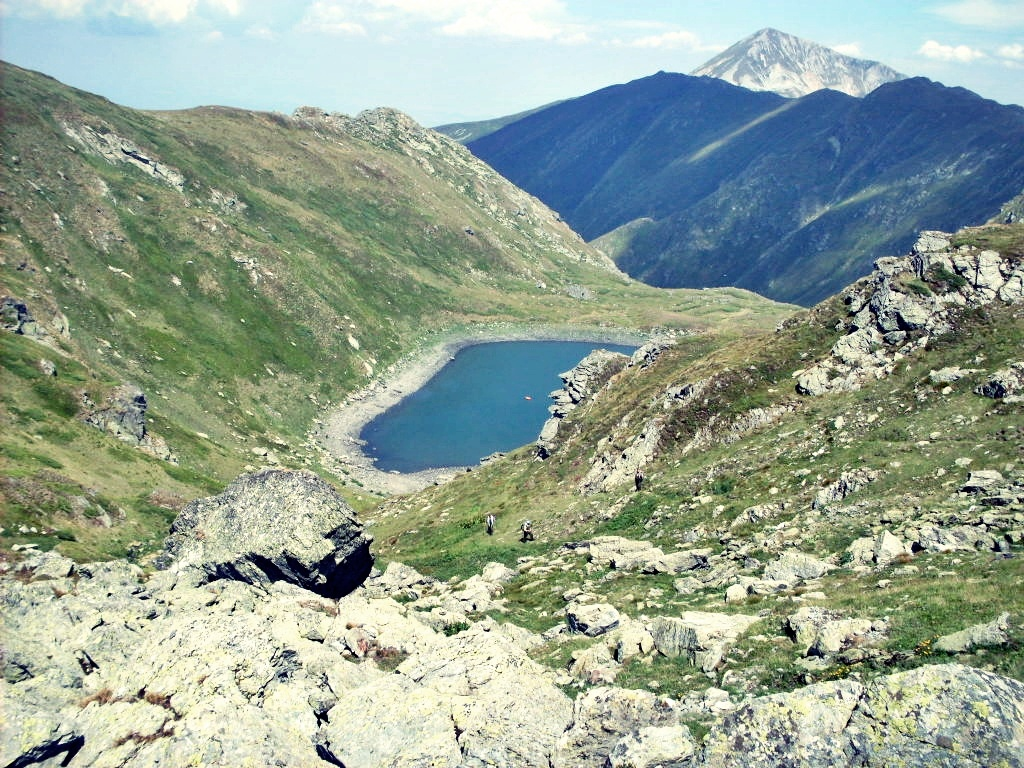
Lac glaciaire.
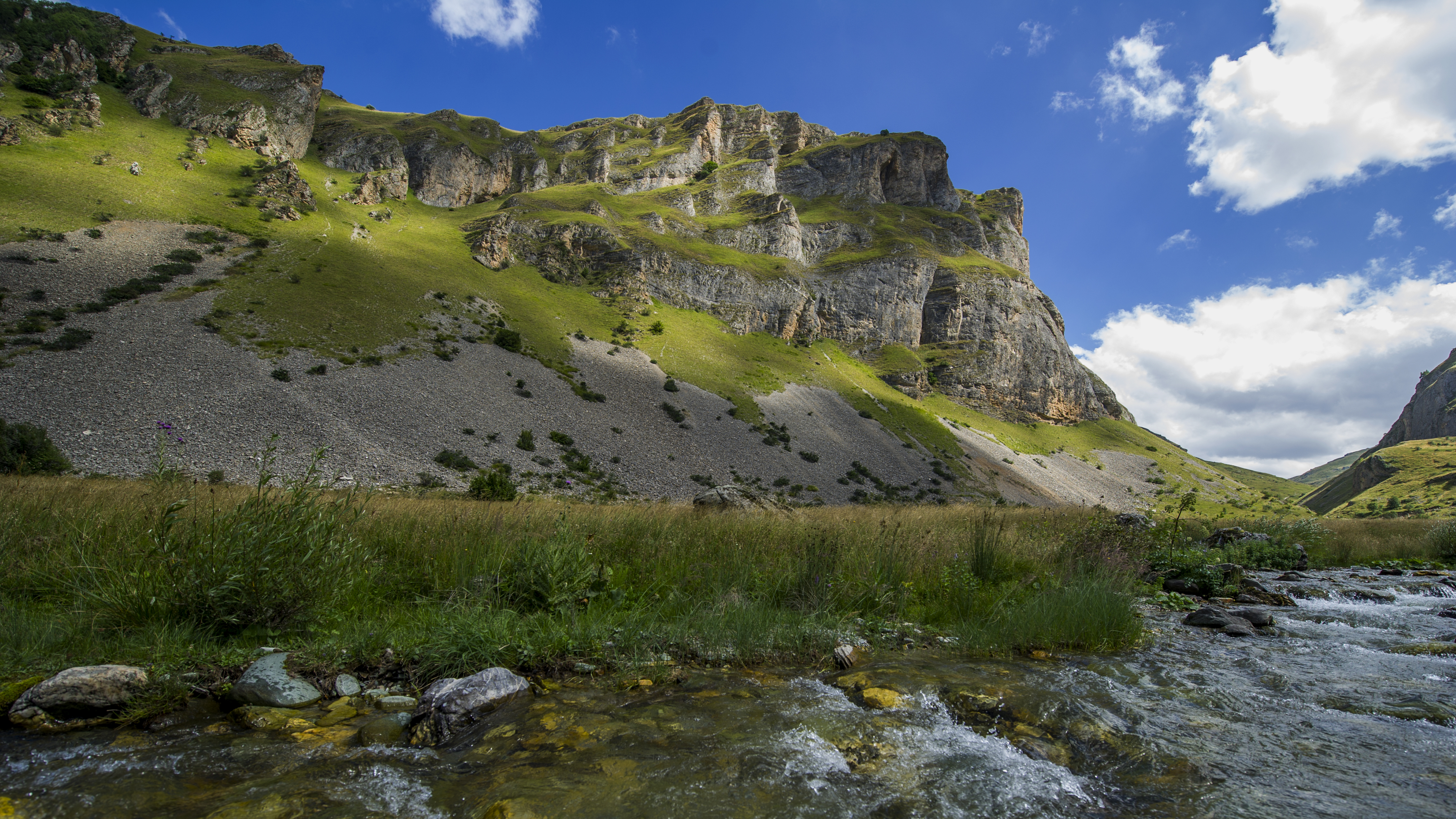
Brod Dragash.
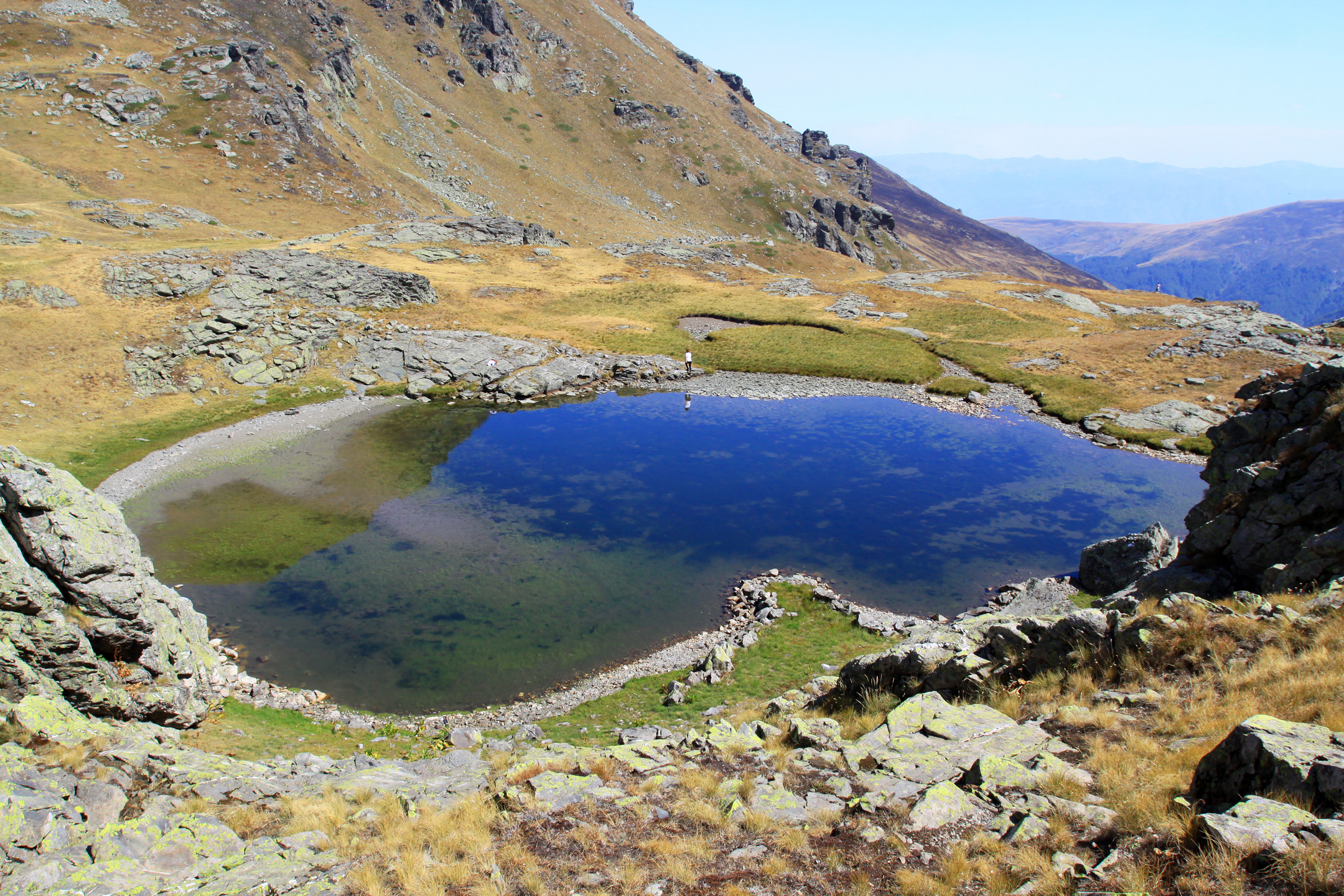
Lac Vraca.
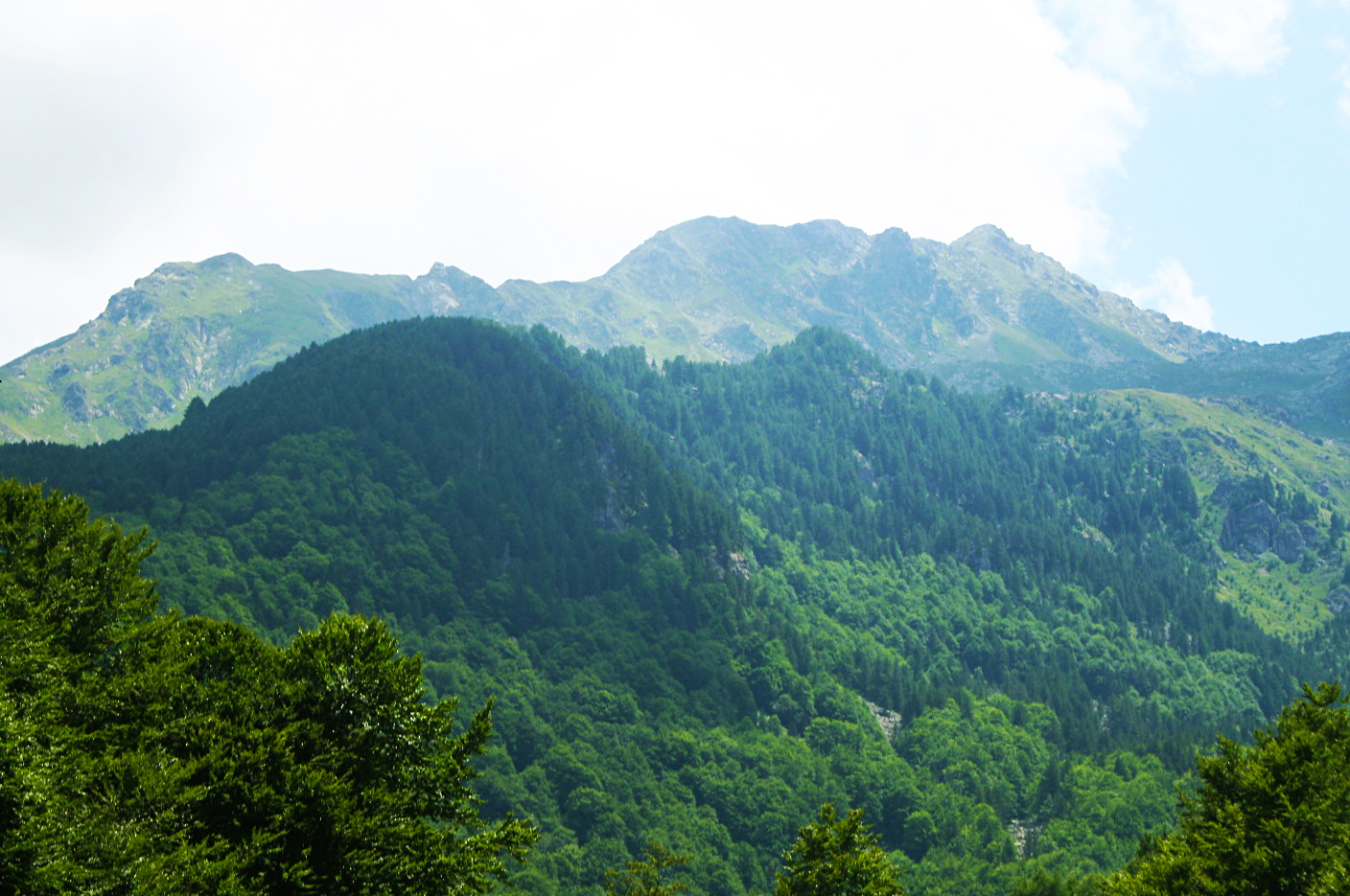
Monts Prevalla.